# Frédéric Gonseth
Frédéric Gonseth (* 22. April 1950 in Lausanne) ist ein Westschweizer Filmemacher. Er ist federführend beim bisher grössten Schweizer Oral-History-Projekt Archimob sowie beim Folgeprojekt Humem.

## Leben
Frédéric Gonseth besuchte die Sekundarschule und das Gymnasium in Lausanne. Nach der Matura 1968 studierte er Soziologie an der Universität Lausanne (Lizentiat 1972). Es folgte ein Praktikum als Journalist bei der Tagesschau des Schweizer Fernsehens in Zürich (1973–1975) und eine Chefredaktorenstelle bei der Zeitschrift la Brèche (1975–1980).
Seit 1980 ist Gonseth als unabhängiger Regisseur und Produzent tätig, wobei viele seiner Filme in Zusammenarbeit mit seiner Frau Catherine Azad entstanden. Er ist freier Mitarbeiter des Westschweizer Fernsehens TSR, Gründungsmitglied der Fondation Vaudoise pour le Cinéma, Gründungsmitglied und Präsident des Verbands der Filmschaffenden der französischsprachigen Schweiz (ARC) sowie Gründungsmitglied und Präsident des Vereins Archimob.

## Filme (Auswahl)
- 2021: La saga Bertil Galland (Dokumentarfilm über Bertil Galland)
- 2020: Peste et Corona (TV-Kurzfilm aus der Serie "COLLECTION LOCKDOWN by Swiss filmmakers_2nd Wave", 15 Min.)
- 2020: Virula (TV-Kurzfilm aus der Serie "COLLECTION LOCKDOWN by Swiss filmmakers", 6 Min.)
- 2017: Le Printemps du journalisme (Dokumentarfilm, 75 Min.)
- 2017: La Bataille du Gripen (Dokumentarfilm, 97 Min.)
- 2016: Une femme au volant de sa vie (Dokumentarfilm über Yvette Z’Graggen)
- 2013: Baguette Magique (Dokumentarfilm, 70 Min.)
- 2012: Botiza (Dokumentarfilm, 99 Min.)
- 2010: Léman-Mékong (Dokumentarfilm, 67 Min.)
- 2008: Citadelle humanitaire (Dokumentarfilm, 96 Min.)
- 2005: Gros mots, petits sabots (Dokumentarfilm, 88 Min.)
- 2004: Le kaléidoscope (L’histore c’est moi) (Dokumentarfilm, 64 × 4 Min., Projekt Archimob)
- 2004: Regards en arrière (Dokumentarfilm, 22 × 15 Min.)
- 2005: Cheval mon ami (Dokumentarfilm, 88 Min.)
- 2004: Regards en arrières (Dokumentarfilm, 315 Min.)
- 2003: Mission en enfer (Dokumentarfilm, 95 Min.)
- 2003: Les barricades mystérieuses (Dokumentarfilm, 75 Min.)
- 2000: La cité animale (Dokumentarfilm, 52 Min.)
- 1997: La montagne muette (Spielfilm, 80 Min.)
- 1997: Hitlers Sklaven: Zwangsarbeiter und Kriegsgefangene in Schweizer Fabriken (Esclaves d'Hitler) (Dokumentarfilm, 75 Min.)
- 1997: Ce fou de Töpffer (Fantasiereportage, 55 Min.)
- 1992: L’Ukraine à petits pas (Dokumentarfilm, 105 Min.)
- 1980: Der Orgelbau (La facture d’orgue) (Dokumentarfilm, 59 Min.)

## Auszeichnungen
- 2008: Prix Suisseculture[2]